# サツマイモ属

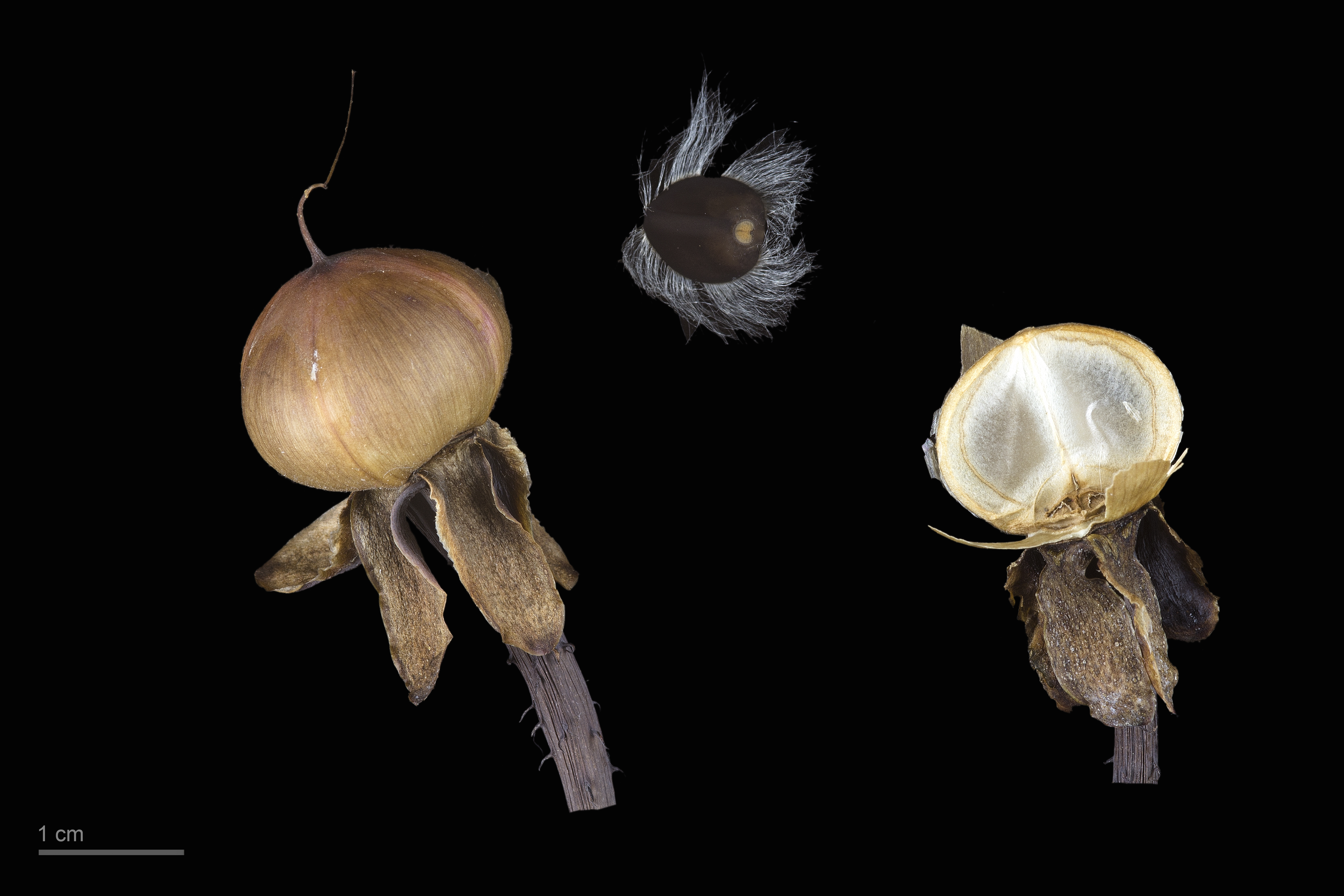
Ipomoea setosa

サツマイモ属（サツマイモぞく、学名: Ipomoea）は、ヒルガオ科の属で、およそ500種を含む。
重要な作物であるサツマイモのほか、アサガオ、ヨルガオやルコウソウなどの園芸植物、また野菜として利用するヨウサイなどを含む。

## 特徴
つる性のものが多く、サツマイモのように地面を這い広がるもの、また低木もある。
花はラッパ状の花冠を有し、大型で赤色・紫色・青色など美しく着色するものが多いので、観賞用に栽培される。

## 分布
世界の熱帯・亜熱帯の原産。

## 利用
サツマイモやヨウサイのようにいもや茎葉を食用にするものもあるが、有害なものもある。例えばアサガオは食べると激しい下痢を起こす（下剤としても使われる）。

## 主な種
- ヨルガオ Ipomoea alba
- ヨウサイ Ipomoea aquatica
- サツマイモ Ipomoea batatas
- ネコアサガオ Ipomoea biflora
- モミジヒルガオ Ipomoea cairica
- マルバルコウ Ipomoea coccinea
- コバナミミアサガオ Ipomoea eriocarpa
- アメリカアサガオ Ipomoea hederacea
- ツタノハルコウ Ipomoea hederifolia
- ゴヨウアサガオ Ipomoea horsfalliae
- アツバアサガオ Ipomoea imperati
- ノアサガオ Ipomoea indica
- マメアサガオ Ipomoea lacunosa
- オオバアメリカアサガオ Ipomoea learii
- コハマアサガオ Ipomoea leucantha
- ソコベニヒルガオ Ipomoea littoralis
- ヤツデアサガオ Ipomoea mauritiana
- アサガオ Ipomoea nil
- ヒメノアサガオ Ipomoea obscura
- イモネアサガオ Ipomoea pandurata
- グンバイヒルガオ Ipomoea pes-caprae
- キクザアサガオ Ipomoea pes-tigridis
- タマザキアサガオ Ipomoea pileata
- カワリバアサガオ Ipomoea polymorpha
- ハリアサガオ Ipomoea muricata
- ヤラッパ Ipomoea purga
- マルバアサガオ Ipomoea purpurea
- ルコウソウ Ipomoea quamoclit
- イモネノホシアサガオ Ipomoea trichocarpa
- アメリカソライロアサガオ Ipomoea tricolor
- メキシコアサガオ Ipomoea trifida
- ホシアサガオ Ipomoea triloba
- キバナハマヒルガオ Ipomoea violacea
- フウリンアサガオ Ipomoea wrightii